# Juan Cañete
Juan Cañete (27 de juliol de 1929) és un exfutbolista paraguaià.

## Selecció del Paraguai
Va formar part de l'equip paraguaià a la Copa del Món de 1950 i als campionats sud-americans de 1955, 1956 i 1959., nel 1956 e nel 1959. Va jugar a Brasil a Botafogo i Vasco da Gama. El 1951 fou un dels molts paraguaians que ingressà al Boca Juniors de Cali. Més tard jugà a l'Argentina.